# Untermühle (Althaldensleben)

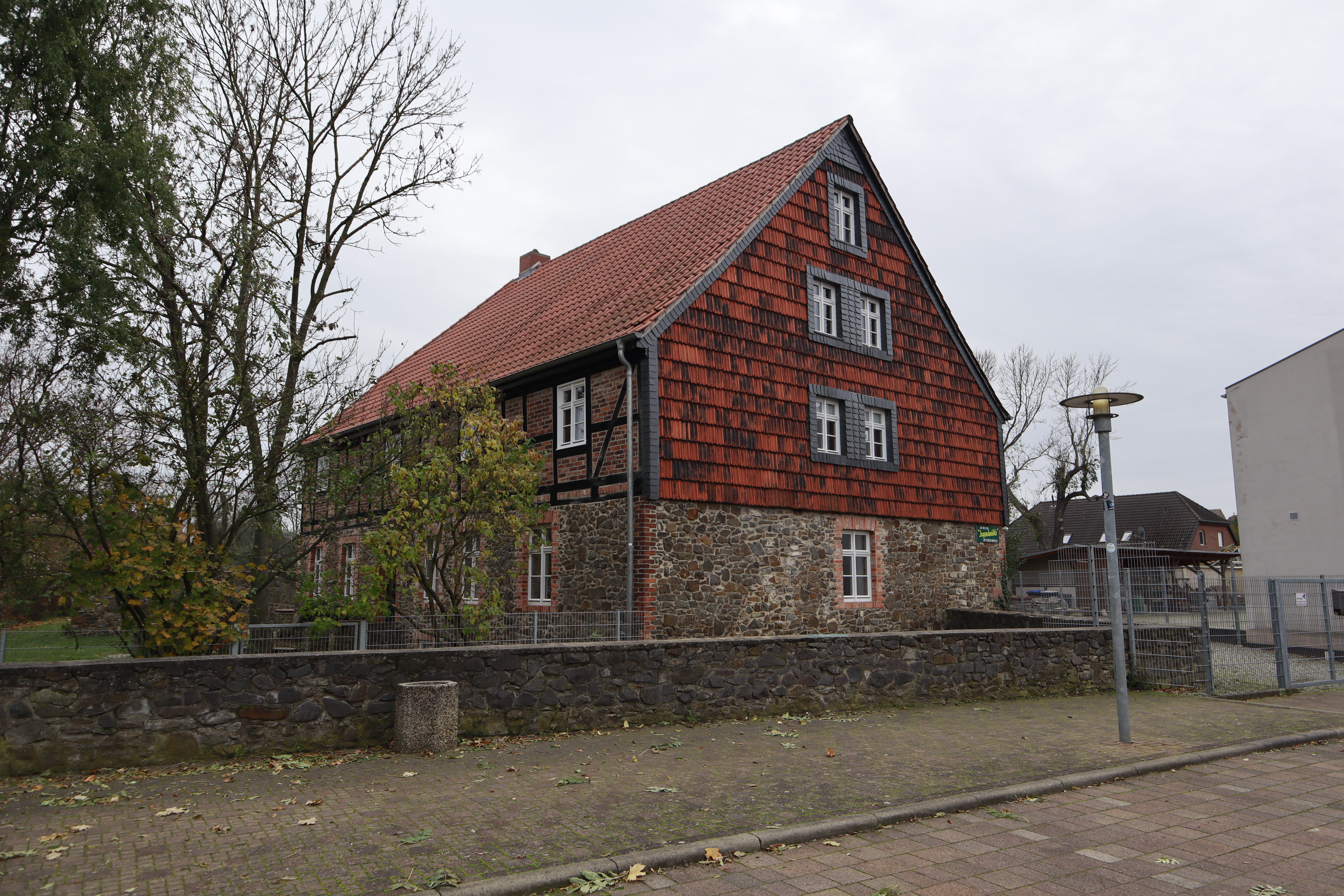
Untermühle (Jugendmühle)

Die Untermühle ist ein Gebäude im Ortsteil Althaldensleben der Stadt Haldensleben in Sachsen-Anhalt. Die ehemalige Getreidemühle liegt südlich angrenzend an den ehemaligen Wirtschaftshof des Klostergutes. In Abgrenzung zur Obermühle in Althaldensleben wurde sie auch als „Große Mühle“ bezeichnet. Heute ist sie als „Jugendmühle“ bekannt.

## Lage
Das Gebäude befindet sich in der Neuhaldensleber Straße 46g am ehemaligen Beberkanal und dem zugeschütteten, früher auch als Fischteich genutzten Stauteich.

## Architektur und Geschichte
Die Getreidemühle gehörte zum Wirtschaftsbereich des Klosters. Sie verfügt über ein Bruchsteinerdgeschoss sowie ein Obergeschoss in Ziegel-Fachwerkbauweise. Das Dach der auf rechteckigem Grundriss stehenden Mühle ist nach Süden abgewalmt. Nach der von der ortsansässigen IFA-Group mitfinanzierten Sanierung wird das barockzeitliche Gebäude heute als Kinder- und Jugendeinrichtung des Vereins Jugendmühle Althaldensleben e.V. genutzt.

## Denkmalschutz
Im örtlichen Denkmalverzeichnis ist die Mühle unter der Erfassungsnummer 094 84396 als Baudenkmal eingetragen. Das Gebäude wird für Althaldensleben als städtebaulich und wirtschaftsgeschichtlich bedeutsames Bauwerk eingeschätzt.